# 何連基
何連基（1926年—2016年1月10日），臺灣苗栗縣苗栗市客家人，資源回收業者，晚年贈土地建立晨曦會苗栗戒毒輔導一村。

## 生平
何連基家族世居苗栗市文山里，為客家裔。他家境困苦，僅讀完小學就每天出外收雞毛、鴨毛轉賣賺錢，十三歲時喪父，依母親靠務農養活四兄弟。三十歲，他開始信仰基督教，並到苗栗長老教會聚會服事。即使收入不高，他也每週奉獻給教會，也會捐錢給孤兒院。
何連基與小一歲的妻子李清娥，每天的工作是撿拾別人丟棄的垃圾，搬運到墳墓山後的空地，清理、分類，挑出可賣錢的回收物，因回收場髒亂，被常被鄰居檢舉，因此想要一塊偏遠的農地作回收。1983年，他以自己土地換取位在苗栗市新英里、面積三甲七分的地。
1984年，林治平邀請香港晨曦會牧師劉民和到臺灣從事福音戒毒。該年，劉民和、江得力等晨曦會牧師，在台北縣永和市保福路二段23巷37號設立戒毒所。首位學員是王銘石，後戒毒成功。由於晨曦會這棟建築是公寓，空間有限，僅能以團體集中管理方式帶領戒毒者，且對於長達一年半的戒毒期而言，公環境並不是很理想，因此亟需籌建農場式、隔離塵囂的戒毒村。在台北馬偕醫院作院牧的女兒何碧春提起這件事後，何連基到永和市的晨曦會現場實地了解，親眼見到該會位處巷內，空間十分狹隘，便決心捐出地。
1988年6月3日，晨曦會董事林治平宣告一位老先生願意捐出苗栗近郊三甲地作為戒毒村。興建處是位於苗栗市通往西湖鄉三湖道旁的谷地，地形封閉，一邊崖壁高達卅公尺，附近少有住家，在苗栗市長郭豐煊任內，曾選為建築廢土棄置場，但何連基堅持作為戒毒村。苗栗長老教會曾政忠牧師回憶，何連基非常節省，寧可節省家裏的開銷去奉獻幫助需要者。當時正在服兵役的小兒子何碧安在軍中接到教會通知，要他回家簽署捐地文件，不覺得吃驚，因他認為父親就是那種只要今日能吃飽，剩下的東西都可以助人，而不會想到明天要怎麼過的人。
因政府規定要十公頃農地才能變更地目，且農地又要變更為丙種建地，才可擴建硬體措施，只好以興建農舍的名義進行工程。第一次興建申請遭退件後，1990年8月9日，孫越、何連基、嚴道及劉民和，聯袂拜訪苗栗縣長張秋華，望能鼎力相助。1993年2月13日，苗栗戒毒輔導一村第一期工程落成，劉民和、陳保羅、王建煊、孫越、陳淑麗等約五百人參加典禮。建築物包括禮堂、宿舍、餐廳、廚房、運動場、農場等，是臺灣第一所大型的戒毒村。
《聯合晚報》記者李玉梅曾採訪何連基的家，發現從大門到屋內，兩旁均堆滿垃圾，有厚紙板、各式各樣破銅爛鐵、舊衣物等，僅留一人容身的通道，屋內仍舊是以廢棄物為主，後院還有一隻大豬公發出難聞臭味。他所捐土地，在1993年初估地價超過新臺幣千萬元。約一年後，同樣是苗栗市的謝戊妹也捐出大片土地作公益。
捐出後，何連基又重臨以前問題，只好向銀行貸款三百萬元，買了一甲在墳墓後方的茶地，平均每個月需三萬元貸款，只得延長撿拾垃圾的工時。之後，他為了救一名積欠地下錢莊大筆債務的修車廠老闆，將造橋鄉居住的房子與苗栗市文山里父親留下的土地向農會抵押貸款一千多萬元供對方還債，但車廠老闆繳不出利息，導致自己遭殃。
2007年後，何連基房子、土地被查封後，由加恩教會牧師同工接助，在加恩教會劉鳳媛牧師勸說下離開家鄉，由小兒子何碧安牧師接至竹東鎮的竹東教會。
2016年1月10日上午，何連基去世，享耆壽九十歲，葬於竹東雅各山基督教墓園。